# جت (فرعون)
جت (يعني اسمه أفعي حورس) فرعون مصري، ورابع ملوك الأسرة الأولى. بدأ في عهده سياسة استغلال المناجم بحثًا عن المعادن؛ فقد عثر على اسمه منقوشًا على صخرة في أحد الدروب التي كانت تصل ما بين إدفو والبحر الأحمر. عثر له على اللوحة الشهيرة التي تحمل اسمه، والمحفوظة حاليًا في متحف اللوفر في باريس.

## عائلته
كانت مير نيث أخت جت هي زوجته وملكة مصر، التي قد تكون حكمت مصر كفرعون بعد وفاته. هنالك إحتمال بأن تكون عحا نيث إحدى زوجاته. أنجب جت ومير نيث هو الفرعون دن وحفيدهم الفرعون عج إب.

## عهده

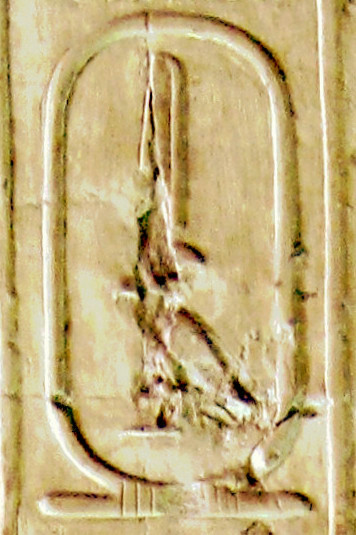
خرطوشة ملكية تحمل اسم جت بقائمة أبيدوس للملوك.

لا تعرف مدة حكم جت بالتحديد، ولكن تقدر بأن تكون ما بين ستة إلى عشر سنوات مدة. وفقًا هانس هلك حكم 10 سنوات. فقدت تفاصيل عهد جت في فجوات من حجر باليرمو. ومع ذلك، يرى من بعض الشظايا ختم يثبت أن هناك أنشطة التداول المكثف مع كنعنان سوريا وفلسطين في ذلك الوقت. المقابر التي يرجع تاريخها إلى عهده في طرخان وسقارة عثر بها على فخار من فلسطين.
اهتم جت بالتوسع التجاري واستغلال المناجم، فقد عثر على اسمه مكتوب على صخور إحدى الطرق الرابطة بين إدفو والبحر الأحمر. عند التدقيق في آثار عصر جت يُرى أنها قد وصلت إلى حد كبير من الأتقان.

## المقبرة
تقع مقبرة جت "Z" في أبيدوس، إلى الغرب من مقبرة والده الفرعون جر. تحيط بمقبرة جت 174 مدفن تابع له معظمهم من الخدم الذين تم التضحية بهم عند وفاة جت لخدمة الحياة الآخرى.